# Franchise militaire
La franchise militaire est un mode d’affranchissement postal qui a existé de longue date, pour permettre aux soldats et marins éloignés de leurs foyers de correspondre, suivant les cas, à un prix peu élevé ou gratuitement. Elle doit soigneusement être distinguée de la franchise postale de service, généralement attribuée aux services publics, dont celui de l’armée, pour leur permettre de fonctionner.  

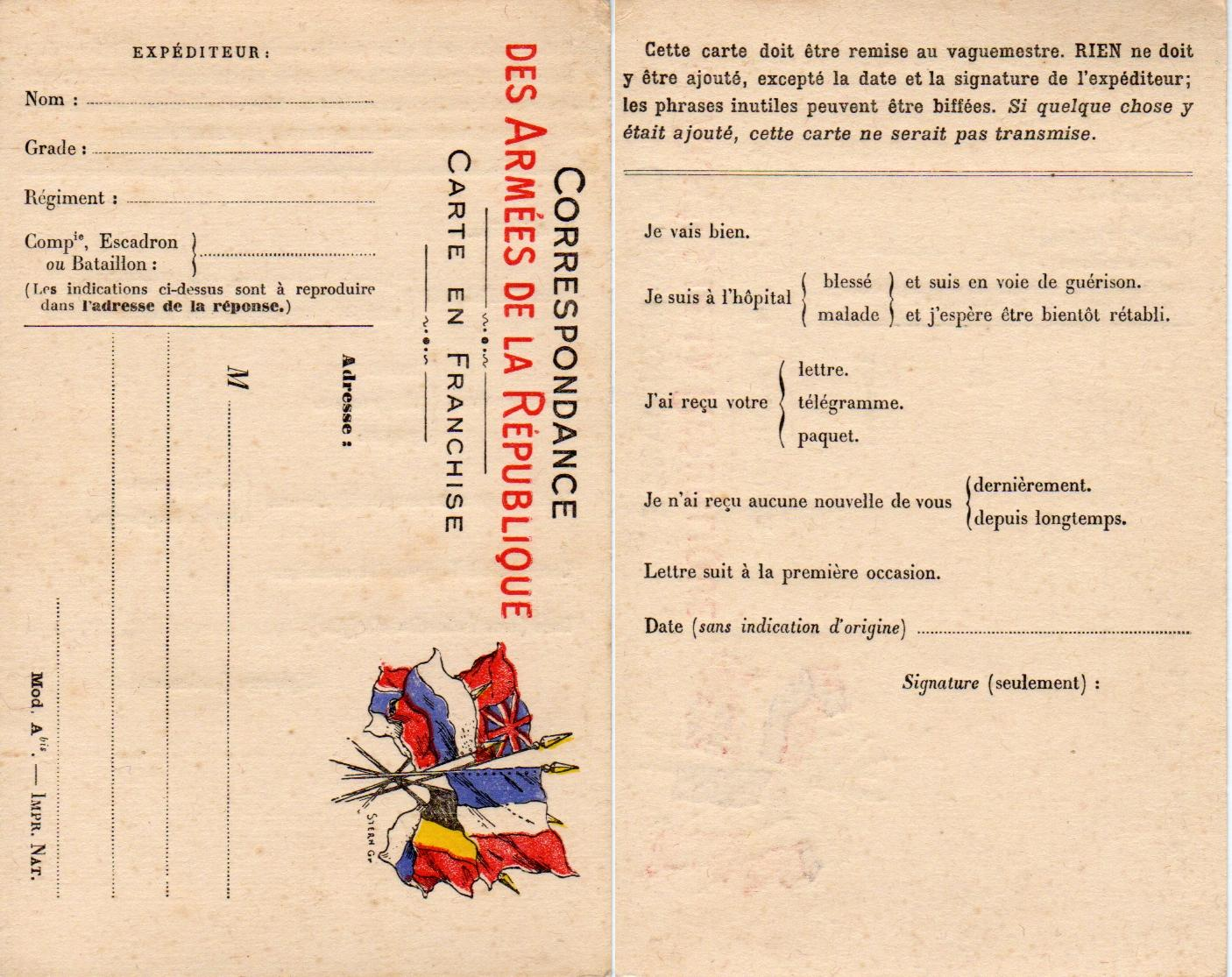
Carte officielle de Franchise militaire utilisée pendant la guerre de 14-18.

## Franchise militaire

### Franchise militaire en temps de guerre

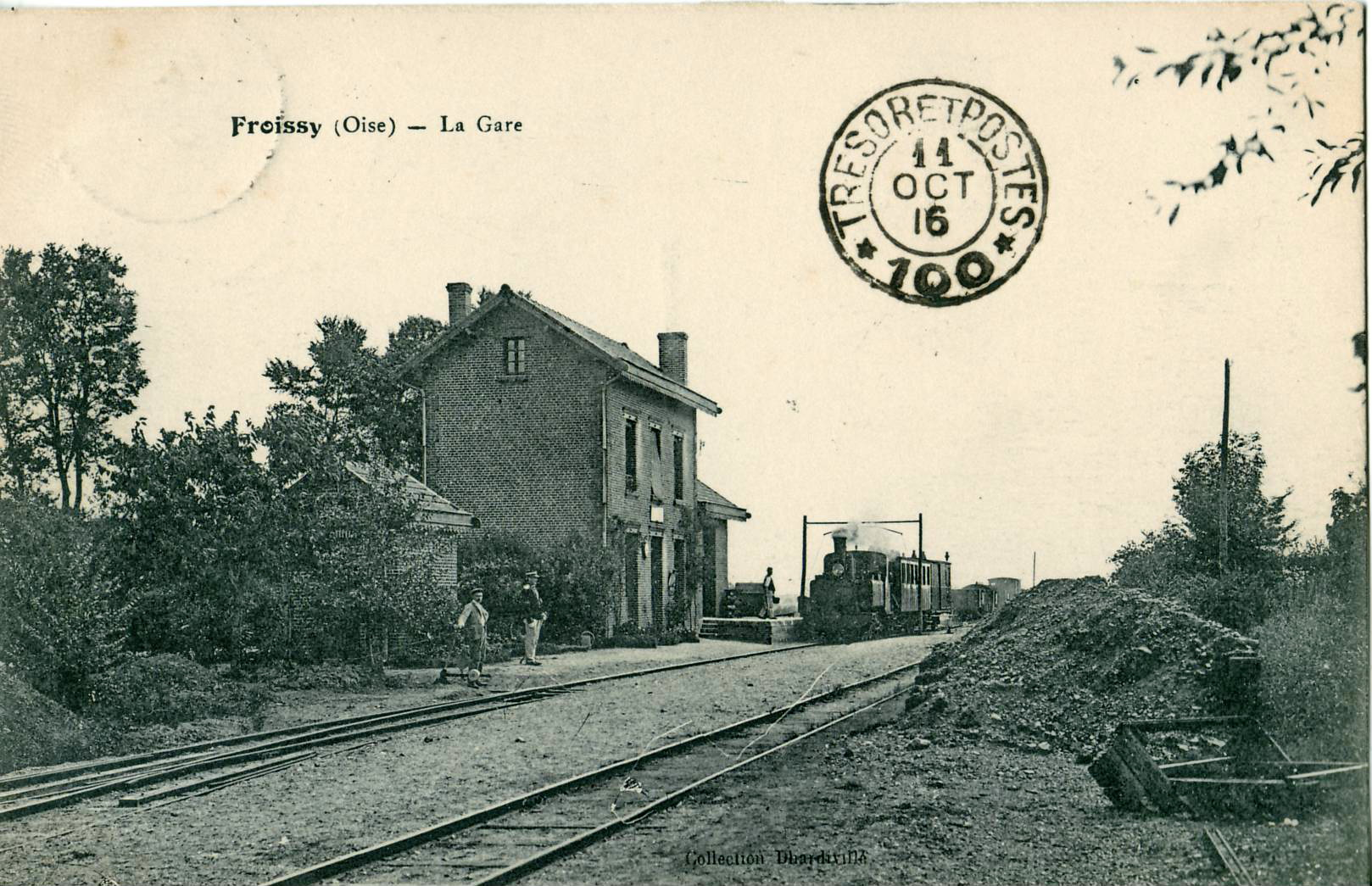
Oblitération française Trésor et Poste de la poste militaire, apposé sur une carte postale pendant la Première Guerre mondiale.

La franchise militaire totale fut attribuée aux soldats et marins français en temps de guerre, ou dans les campagnes menées en temps de paix, pour toutes les lettres simples ; pendant les grandes guerres :
- En 1870 et 1871 les soldats indiquaient à la main leur formation militaire d’appartenance, et leur lettres recevaient parfois aussi un cachet militaire et (ou) un cachet rectangulaire « PP » ;
- En 1914-1919, les militaires et marins expédièrent sans limitation leurs lettres avec la simple mention manuscrite « Franchise militaire » ou « F.M. », à condition qu’un cachet de leur formation, ou de la poste navale ou militaire (« Trésor et postes ») corrobore, sur chaque pli, leur droit à la franchise.

De la même façon, les soldats britanniques bénéficiaient en 1914-1919 de la franchise totale en écrivant sur leurs lettres le sigle « O.H.M.S. » (On Her Majesty's Service) ou « O.A.S. » (On Army service).
- Pendant la 1939-45, il en fut de même, mais, dans les cachets postaux militaires français, l’inscription « Poste aux Armées » avait remplacé la mention « Trésor et postes ». Pendant le même conflit, les soldats allemands ont eux aussi correspondu gratuitement en inscrivant en haut de leur lettres le mot « feldpost ».

- Au cours de ces deux derniers conflits, les prisonniers de guerre des deux camps et leurs familles ont pu bénéficier eux aussi de la franchise postale pour les lettres simples. Mais il n'en a pas été de  même des internés civils, ainsi qu'en 1940-45 des détenus ou déportés politiques, qui ont dû affranchir leurs correspondances, lorsqu'ils étaient autorisés à en expédier (Ce qui, dans les camps nazis, était en principe interdit aux déportés juifs).

- La franchise militaire a été également accordée pour le courrier en provenance et à destination des militaires et marins lors des conflits du XXe siècle (Guerres d'Indochine, d'Algérie, du Golfe). Par ailleurs, la franchise a également été accordée aux militaires participant à diverses opérations extérieures telles que les opérations Oryx en Somalie ou Turquoise au Rwanda.

### Franchise militaire pendant les campagnes coloniales
Lors des interventions coloniales, les plis militaires circulèrent aussi en franchise totale, à condition, là encore, d’être revêtus d’un cachet militaire adéquat certifiant cette franchise : 
- pendant la campagne de Tunisie de 1881 à 1883.
- pendant les campagnes du Tonkin, de l’Annam et de Kouang-Tchéou, de 1883 à 1904.
- pendant les campagnes de Madagascar, de 1885 à  1890, puis de 1895 à 1904, etc.
- pendant la campagne de Chine (guerre des Boxers) de 1900 à 1903.
- pendant les opérations au Soudan et en Côte d'Ivoire.
- pendant les opérations sahariennes ou aux confins algéro-marocains (Oasis sahariennes et Troupes du Tidikelt)de 1900 à 1905.
- pendant les opérations menées au Congo et au Tchad.
- pour les troupes stationnées en Allemagne et dans les territoires de plébiscites, après 1919.
- pour les troupes parachevant la conquête du Sahara, après 1930.
- pour les troupes combattants en Extrême-Orient, et à Madagascar, à partir de 1946.
- pour les troupes engagées dans la guerre d’Algérie, de 1959 à 1964.

## Franchise militaire par emploi de timbres spéciaux en France
Par ailleurs, les soldats français bénéficièrent, en temps de paix, en vertu de la loi du 29 décembre 1900, de la franchise totale pour 2 ou 4 lettres par mois suivant les périodes, et reçurent à cet effet des timbres de franchise militaire. Ceux-ci durent en principe, pour être valablement utilisés, être accompagnés sur la lettre d’un cachet de vaguemestre.
Les militaires français embarqués ou en cantonnement dans les colonies bénéficièrent eux aussi, en temps de paix, de l'usage des timbres FM, ce qui fait que l'on peut rencontrer ceux-ci revêtus d'oblitérations maritimes ou coloniales.

### Les timbres français surchargés «F.M.»

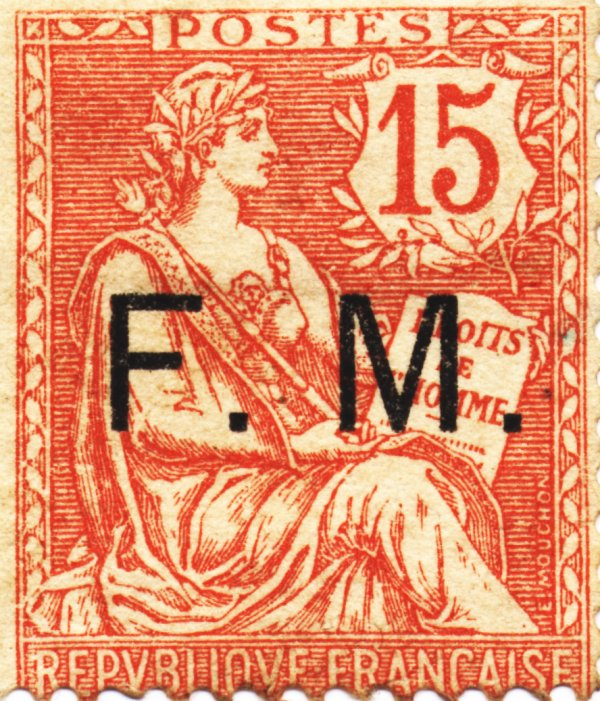
15c Mouchon (cartouche festonné) surchargé F.M.

Dans un premier temps les timbres de franchise militaire furent obtenus par la surcharge « F.M. » des timbres en cours :
- 15c Mouchon, avec cartouche de la valeur carré (juin 1901)
- 15c Mouchon, avec cartouche de la valeur festonné (avril 1903)
- 15c Semeuse lignée (juillet 1904)
- 10c Semeuse lignée (juillet 1906)
- 10c Semeuse camée (aout 1907)
- 50c Semeuse lignée  (juillet 1929)
- 50c Paix (juin 1933)
- 65c Paix (novembre 1937)
- 90c Paix (1939)

Le 90c Paix surchargé "F.M." est très rare sur lettre :
- En effet, son émission ayant précédé de peu la déclaration de guerre d’août 1939, il a rapidement cessé d’être utilisé.
- Par la suite, il a réapparu, après l’armistice, en zone non occupée, sur les lettres des Chantiers de Jeunesse, et, après l’occupation de toute la France et la dissolution de l’armée d’armistice, en novembre 1942, sur le courrier de la garde du Maréchal Pétain, qualifiée de «Premier Bataillon de France ».
- Après la guerre, et le rétablissement du service militaire, les appelés des nouveaux contingents se sont vu distribuer, à leur tour des 90c "F.M.". Ils les ont utilisés en 1946 et 1947.

- Un 90c Paix surchargé "F" s’est ajouté aux timbres ci-dessus en 1939, pour l’usage  des réfugiés espagnols. Ce n’est pas, à proprement parler, un timbre militaire (puisque ses utilisateurs pouvaient être des civils ou des militaires espagnols réfugiés). Mais on peut cependant l’assimiler aux timbres F.M. car il était soumis aux mêmes règles (cachet de vaguemestre) et a été utilisé en partie par les nombreux réfugiés engagés dans les unités de travailleurs de l'armée française, ou dans ses volontaires étrangers. Ce timbre est très recherché sur lettre, surtout émanant d’Afrique du nord.

### Les timbres «F.M.» à des types spécifiques
À partir de 1947, les timbres de Franchise militaire ont été imprimés à des types spéciaux, dépourvus de valeur faciale :
- Symbole interarmes vert (juin 1946)
- Symbole interarmes rouge (octobre 1946)
- Drapeau français (juillet 1964)

En 1970, on a pu rencontrer le timbre F.M. Drapeau surchargé localement d’une« petite ancre rouge dans un cercle », pour permettre aux marins permissionnaires en région parisienne de poster leur courrier n'importe où, sans être tenus de se rendre, pour expédier chaque lettre, dans un établissement militaire ou naval. Ce timbre, catalogué dans l’Yvert spécial de 1982 et dans le nouveau catalogue Maury 2009 sous le n°13a, est connu oblitéré d'aout à octobre 1970 à Paris-Naval ou dans diverses postes parisiennes. Ce timbre dit « prévaguemestré » est très rare sur lettre, et pratiquement introuvable neuf.
Par ailleurs des timbres de franchise pour colis militaires sont apparus en 1951, en vue d’être utilisés par des familles écrivant aux militaires.

Il en existe 5 à des types très proches, pour les colis adressés à des militaires de métropole ou d’Algérie, et deux spéciaux, à caractères rouges, pour les colis envoyés par avion dans le Pacifique.

### La suppression des timbres «F.M.»
Les timbres de Franchise militaire ont été supprimés officiellement à compter du 1er juillet 1972 :
- Dans les mois précédant cette suppression, un stock d'anciens timbres rouges a été récupéré et surchargé d'un cachet à main « 1972 » en noir. Ce timbre, catalogué dans l’Yvert spécial de 1982 et dans le nouveau catalogue Maury 2009 avec le n°12a, a été toléré par la poste. Aussi est-il recherché sur lettre, avec l'oblitération de Paris-Armées 01, ou de quelques bureaux civils des Hauts-de-Seine-Sud.
- D’autre part, les timbres « F.M. » oblitérés sur lettre de leur dernier jour officiel d’usage, c’est-à-dire du 30 juin 1972, se sont révélés rares.

### Les emplois particuliers des timbres de Franchise militaire

#### Les oblitérations  particulières sur timbres «F.M.»
Les timbres « F.M. ont été utilisés par les soldats et marins dans les colonies, ou à bord des vaisseaux militaires. De ce fait, ils peuvent se rencontrer sur lettre avec les oblitérations postales coloniales ou navales  les plus variés.

Les timbres F.M. existent aussi, oblitérés de cachets d’ambulants ou de convoyeurs.
 
Bien qu'en principe non valables pour le courrier destiné à l'étranger, ils peuvent cependant se rencontrer avec des oblitérations étrangères, notamment lorsqu’ils ont été utilisés sur des cartes-réponses internationales retournées de l'étranger.

#### Les affranchissements mixtes avec timbres «F.M.» ou «F»
Ces timbres  peuvent aussi se rencontrer inclus dans des affranchissements mixtes, dans deux cas :
1. En cas de complément  d’affranchissement pour des services supplémentaires (lettres recommandées ou par avion)
2. En cas de complément d’affranchissement pour cause de changement de tarif, par exemple lors des passages du coût de la lettre :
  - à 65c (50cF.M.+15c),
  - à 90c (65c F.M. + 15c)
  - et à 1F (90c F.M. ou F + 10c).

Ces derniers compléments n’étaient pas nécessaires, car seuls comptaient sur ces timbres de franchise, leurs caractères « F.M » ou « F », et non leur ancienne valeur faciale. Mais ces affranchissements mixtes, inutiles mais spontanés, n’en sont pas moins très recherchés.

## Les timbres à usage militaires dans d'autres pays

### Allemagne
Les pratiques de franchise militaires ont été largement répandues en Allemagne généralement sous forme de mention manuscrite « feldpost ».
Le Troisième Reich a également émis des timbres de franchise militaire.
Ils étaient réservés à des emplois spécialisés : poste aérienne et colis postaux. Deux timbres ont été émis à cet effet en 1942. 
En 1944, un timbre courant à l'effigie d'Adolf Hitler a été surchargé pour les colis de moins de 2 kilos.

### Royaume-Uni

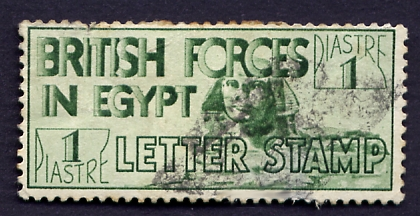
Timbre utilisé par les troupes anglaises en Égypte

Le Royaume-Uni a également procédé à l'émission de timbres adaptés aux périodes de conflit. Par exemple, les troupes britanniques en mission en Égypte (et leurs familles), entre 1932 et 1936, pouvaient utiliser des timbres à un tarif réduit pour leur correspondance. Il ne s'agit pas d'une totale franchise mais le principe en est très proche.

### Inde
En grande partie basé sur le système suivi par l'armée indienne britannique au XIXe siècle, les militaires indiens fournissent les services du Corps du service postal de l'armée (<<Indian Army Postal Service Corps>> en anglais) qui gère les mails pour les trois forces de défense (Forces terrestres, Marine, Force aérienne). Le Corps fait cependant partie de l'armée indienne et est composé de bénévoles du service postal indien.
Le courrier écrit aux soldats sur l'affichage du champ ne contient pas leur adresse postale régulière, mais leurs numéro, nom et ceux de leur unité se terminent par un suffixe - "c / o (lieu ?)[réf. souhaitée] A.P.O." [autrement dit "care of (place of) APO", id est "au bon soin de l'OPA ou du BPA, l'Office (ou) le Bureau de Poste de l'armée de (tel ou tel lieu)].
De même les soldats ne sont pas autorisés à envoyer des courriers électroniques depuis les bureaux de poste civils réguliers, même si leur domaine de travail comporte de telles installations.

### Suisse

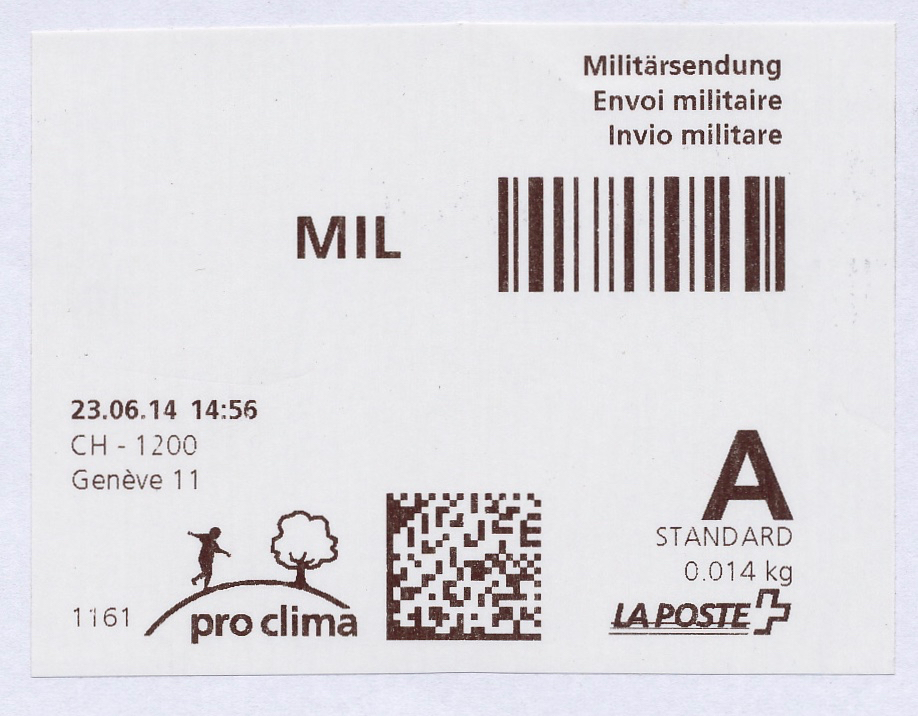
Un envoi militaire en franchise de port à destination d'un membre de l'armée suisse

En Suisse, l'envoi de courrier militaire en franchise de port ne nécessite pas de timbre, il suffit d'indiquer sur l'adresse un numéro d'acheminement militaire et d'indiquer sur l'enveloppe "poste militaire" si l'envoi est déposé en boîtes aux lettres postale ou de l'indiquer verbalement si cela est fait au guichet, la poste apposant après dépôt elle-même la mention "envoi militaire". L'unité militaire responsable de l'acheminement du courrier au sein de l'armée suisse est la "poste de campagne", en abrégé "PCamp".

## Vignettes et cartes de Franchise militaire

### L'invention des vignettes et entiers de franchise militaire
- En 1893 et 1894, un généreux donateur prit l'initiative de réaliser à ses frais deux séries successives de figurines de Franchise militaire, avec légende "Franquicia postal Militar" pour les forces espagnoles opérant au  Maroc : Au total 53 "timbres" représentants chacun le symbole d'une arme ou d'une unité militaire. Il les adressa gracieusement au Gouverneur du praesidio de Méllila, qui commandait ces forces, afin qu'il les fasse distribuer à ses soldats.
- Ceux-ci, à vrai dire, n'avaient nul besoin de ces vignettes puisqu'il leur suffisait de mentionner à la main sur leurs lettres leur titre à la franchise, pour que celles-ci parviennent à leurs familles. Rien ne les empêchaient de coller en plus sur ces vignettes sur leurs plis, mais c'était leur mention manuscrite qui les faisait circuler. Inutile de préciser que le généreux donateur n'oublia pas de conserver une quantité de séries suffisante par devers lui, afin  que cette affaire lui soit rentable (cf. Histoire postale du Maroc).
- Par la suite, lors de la seconde expédition de Madagascar, un homme d'affaires lyonnais non moins généreux offrit des cartes lettres et cartes postales en franchise, aux soldats du corps expéditionnaire français, et lui aussi n'oublia pas d'en garder un stock, pour les commercialiser (cf. Entier postal). Ainsi put-il amortir largement son beau geste. Quant aux soldats français, qui n'auraient eu qu'à inscrire "F.M." sur leurs propres enveloppes pour qu'elles soient transmises, ils ont certainement eu du mal à saisir l'intérêt de cette opération.

À noter que par la suite certains de ces premiers entiers postaux de franchise militaire, ont été surchargés à la plume ou au tampon, pour servir aux combattants du Corps expéditionnaire du Tonkin et de l'Annam.

### Les vignettes et entiers de franchise militaire des deux guerres mondiales
Ces exemples ne furent pas perdus :
- En 1914-18, des cartes en franchise, avec mention « F.M. », les unes officielles, et les autres d'origine privée, furent mises à la disposition de nos soldats, sans leur apporter la moindre franchise, puisqu'ils y avaient droit de toute façon en écrivant « F.M. » sur n'importe quel papier à lettres. Ce système de cartes « F.M. » fut repris en 1939-45, puis pendant la guerre d'Algérie, mais de façon plus limitée (cf. Entier postal).
- En 1940, une figurine "F.M." double, de couleur marron foncé, représentant un fantassin et légendée "Infanterie" a vu le jour en carnets. Prétendument destinée à nos soldats, qui s'en passaient fort bien, puisque, pour bénéficier de la franchises, ils n'avaient qu'à écrire eux-mêmes les lettres "F" et "M" sur leurs correspondances, elle n'a en réalité visé que la bourse des collectionneurs. On ne rencontre en effet pratiquement cette figurine qu'oblitérée sur une carte-lettre spéciale et revêtue d'une oblitération commémorative. Il ne s'agît donc que d'une vignette décorative, à la finalité patriotique des plus douteuses, et non d'un timbre (cf. Vignette).

En effet ses créateurs n'ont même pas eu les scrupules des émetteurs des figurines de franchise hispano-marocaines, ou des cartes de franchise de Madagascar, qui du moins, en avaient fait distribuer un certain nombre d'exemplaires à la troupe.
- En 1941, on fit mieux encore : de soi-disant figurines de franchise militaires furent créées, avec ou sans surtaxe, pour les volontaires de la "Légion des Volontaires français contre le Bolchevisme" (L.V.F.). Or, en leur qualité de soldats de la Wehrmacht, ces "collaborateurs" disposaient déjà de la franchise, en inscrivant seulement sur leur courrier la mention "Feldpost", confirmée par leur cachet d'unité ("feldpostnummer"). Donc, ces vignettes superflues n'étaient que tolérées sur ces lettres auxquelles elles n'apportaient aucune franchise. Mieux, la plupart d'entre elles étaient payantes, par le jeu des surtaxes dont elles étaient affublées, et l'on se trouvait ainsi dans le cas sans précédent de "franchise" payante.

### Franchises partielles
- J-P. Alexandre, C. Barbey, J-F. Brun, G. Désarnaud et R. Joany, Les tarifs postaux français, 1627-1969, Loisirs et culture, Le Havre, 1982.
- Louis Lenain, La poste aux armées et les relations postales internationales, des origines à 1791, Arles, 1968.

### Franchise de guerre et Franchise militaire (Données de base)
- Yvert et Tellier, Catalogue Spécialisé des timbres de France, Tomes 1 et 2, Amiens, 1975 et 1982.
- Dallay, Catalogue de cotation de timbres de France, Paris, 2006 -2007.

#### Franchise de guerre
- Stéphane Strowski, Les estampilles postales de la grande guerre, Yvert et Tellier, 1918-20, Réédition Sinais, Arthur Maury, Paris, 1976.
- Colonel C. Deloste, et Bertrand Sinais: Publications sur les cachets et oblitérations militaires de 14-18, 39-45 et du temps de paix : Divers ouvrages, de 1968 à 1980.

#### Franchise d'expéditions coloniales
- Charles Ab der Halden et E.H. de Beaufond, Catalogue des marques postales et oblitérations d'Algérie, 1830-1876, Ed. E.H. de Beaufond, Paris, 1949.
- J. Desrousseaux, Le corps expéditionnaire de Chine et les premiers bureaux de l'Indochine (1860-1881), Dact., Paris, 1972.
- J. Desrousseaux, Les corps expéditionnaires français en Indochine et Chine du Sud(1883-1904), Dact., Paris, 1972.